# Newton Centre
Newton Centre es una  población rural de la ciudad ubicada en el condado de Middlesex en el estado estadounidense de Massachusetts.
La actividad comercial se concentra en un área de forma triangular que rodea la intersección de Beacon Street, Centre Street, y Langley Road.
Abastece de artículos de lujo a los barrios de la parte oeste de Boston.

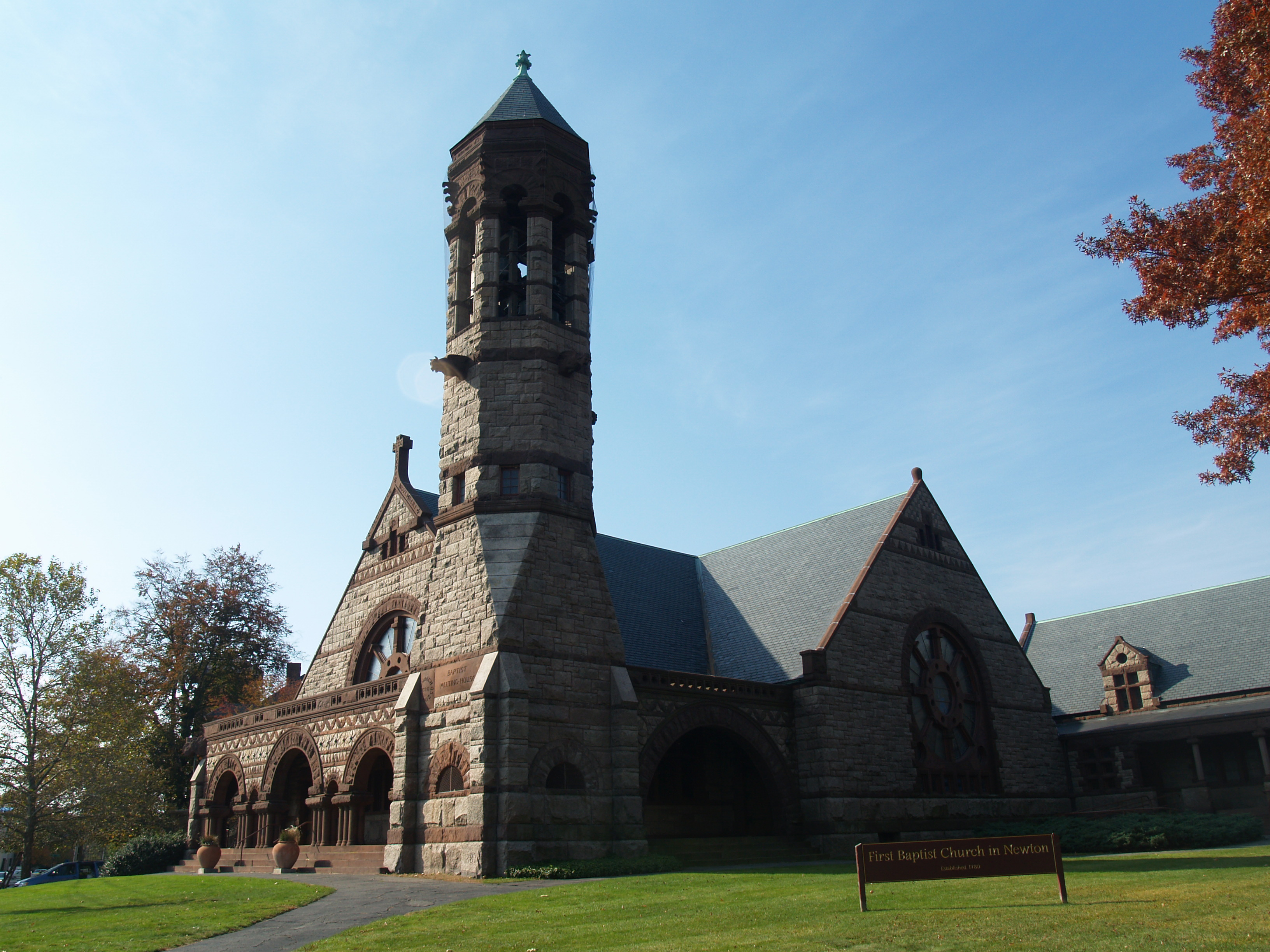
Iglesia Baptista

El futuro cardenal norteamericano Francis Spellman ejerce como párroco en la Iglesia del Sagrado Corazón en este barrio, principal centro comercial de Boston, consiguiendo recaudar los 43.000 dólares correspondientes a las deudas contraídas por la parroquia.